# Stanisław Rakusa-Suszczewski
Stanisław Rakusa-Suszczewski (* 11. Februar 1938 in Warschau) ist ein polnischer Polarforscher.

## Leben
Rakusa-Suszczewski wurde im Jahr 1968 in die sowjetische Antarktisstation Molodjoschnaja entsandt. Er nahm an drei Expedition polnischer Biologen in die Antarktis teil. Insgesamt gehörte er 15 Expeditionen an. In der Zeit seiner zweiten Expedition in den Jahren 1971/1972 führte er Experimente durch. Er beschäftigte sich insbesondere mit der Ernährung antarktischer Fischarten, untersuchte Krustentiere und führte sowohl hydrologische als auch hydrochemische Untersuchungen durch.
Seine dritte Expedition fand 1973/1974 statt und führte ihn nach King George Island im Archipel der Südlichen Shetlandinseln. Im Jahr 1974 arbeitete er wissenschaftlich auf der Amundsen-Scott-Südpolstation. 1977 richtete er auf King George Island die Arctowski-Station ein.
Stanisław Rakusa-Suszczewski wurde Leiter des Instituts für Biologie der Antarktis der Polnischen Akademie der Wissenschaften. Nach ihm ist der Rakusa Point benannt, eine Landspitze an der Südküste von King George Island.